# ۱۵۵۸ (میلادی)
۱۵۵۸ (میلادی) هزار و پانصد و پنجاه و هشتمین سال تقویم میلادی است.

## درگذشتگان
خرم خاصگی سلطان همسر سلطان سلیمان قانونی
- ۲۱ اکتبر – ژولیوس سزار اسکالیگر، پزشک و پژوهشگر ایتالیایی و پدر ژوزف ژوست اسکالیژر (ز. ۱۴۸۴)